# Рутелицы
Руте́лицы (фин. Ruttenitsa) — деревня в Клопицком сельском поселении Волосовского района Ленинградской области.

## История
Упоминается на карте Ингерманландии А. И. Бергенгейма, составленной по материалам 1676 года, как деревня Rutelitsa.
На шведской «Генеральной карте провинции Ингерманландии» 1704 года — как деревня Rutelitsa.
Как деревня Рутецицы она обозначена на «Географическом чертеже Ижорской земли» Адриана Шонбека 1705 года.

РУТЕЛИЦИ — деревня принадлежит государю великому князю Михаилу Павловичу, число жителей по ревизии: 33 м. п., 32 ж. п. (1838 год)

На карте Ф. Ф. Шуберта 1844 года упомянута как деревня Рутелица.
В пояснительном тексте к этнографической карте Санкт-Петербургской губернии П. И. Кёппена 1849 года она записана как деревня Ruttelitz (Рутелицы) и указано количество её жителей на 1848 год: савакотов —  32 м. п., 40 ж. п., всего 72 человека.

РУТЕЛИЦЫ — деревня Ораниенбаумского дворцового правления, по просёлочной дороге, число дворов — 12, число душ — 37 м. п. (1856 год)

Согласно «Топографической карте частей Санкт-Петербургской и Выборгской губерний» 1860 года, деревня Рутелица состояла из 14 крестьянских дворов.

РУТЕЛИЦЫ — деревня Ораниенбаумского дворцового правления при колодце, по левую сторону Нарвского тракта в 45 верстах от Петергофа, число дворов — 19, число жителей: 51 м. п., 46 ж. п. (1862 год)

- План деревни Рутелицы. 1885 год

Согласно «Карте окрестностей Санкт-Петербурга» в 1885 году деревня называлась Рутелица и состояла из 18 дворов.
В конце XIX века деревня административно относилась к Бегуницкой волости 1-го стана Петергофского уезда Санкт-Петербургской губернии, в начале XX века — 2-го стана. Население деревни было исключительно финским.
По данным «Памятной книжки Санкт-Петербургской губернии» за 1905 год Рутелицкая дача площадью 136 десятин принадлежала герцогам Мекленбург-Стрелицким и принцессе Саксен-Альтенбургской.
К 1913 году количество дворов увеличилось до 20.
Согласно данным переписи населения СССР 1926 года в деревне Рутелицы Каськовского сельсовета Бегуницкой волости Троцкого уезда проживали 87 человек — большинство финны, а также русские.
- План деревни Рутелицы. 1931 год

Согласно топографической карте 1931 года деревня насчитывала 23 двора.
По данным 1933 года деревня называлась Сутелицы и входила в состав Тешковского сельсовета Волосовского района.
По данным 1966 и 1973 годов деревня называлась Рутелицы и находилась в составе Каськовского сельсовета.
По административным данным 1990 года деревня называлась Рустелицы и входила в состав Клопицкого сельсовета.
В 1997 году в деревне Рутелицы проживали 9 человек, деревня входила в Клопицкую волость, в 2002 году — 20 человек (русские — 70 %), в 2007 году — 22 человека.
В мае 2019 года Губаницкое и Сельцовское сельские поселения вошли в состав Клопицкого сельского поселения.

## География
Деревня расположена в северо-восточной части района на автодороге 41К-044 (Каськово — Ольхово).
Расстояние до административного центра поселения — 5,7 км.
Расстояние до ближайшей железнодорожной станции Волосово — 23 км.

## Демография
| 1862 | 2002 | 2007 | 2010 | 2017 |
| ---- | ---- | ---- | ---- | ---- |
| 97   | ↘20  | ↗22  | ↗30  | ↗39  |

### Национальный состав
Согласно данным Всероссийской переписи населения 2021 года в деревне проживали 36 человек, из них:
 русские — 33, финны — 3 человека.

## Достопримечательности
- Курганный могильник с водскими элементами захоронения[30][31]